# Kader Arif

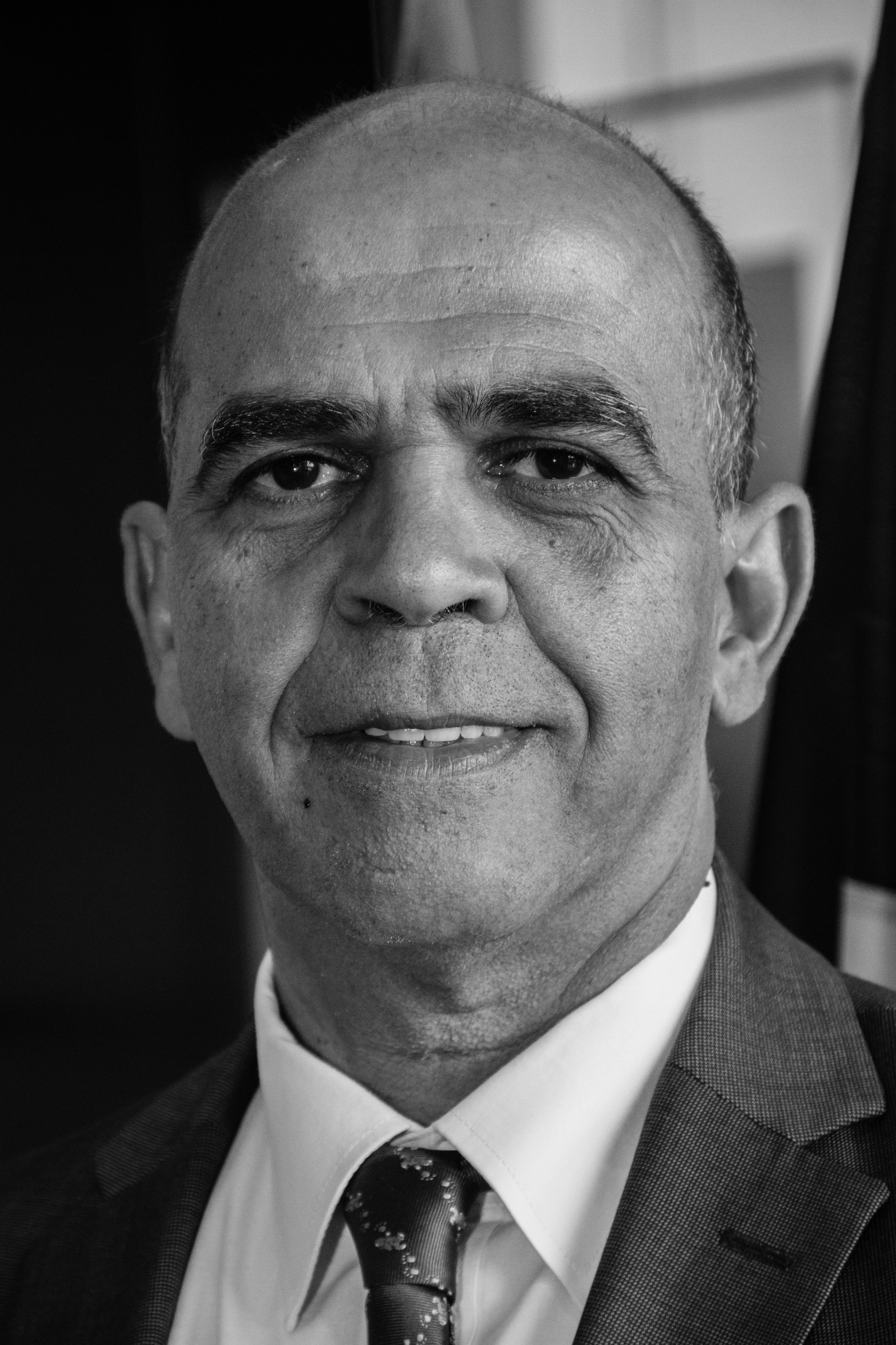
Kader Arif, 2013.

Kader Arif este un om politic francez, membru al Parlamentului European în perioada 2004-2009 din partea Franței. 
1. ↑  Kader Arif, base Sycomore, accesat în 9 octombrie 2017
2. ↑  Who's Who in France
3. ↑   https://www.legifrance.gouv.fr/jo_pdf.do?id=JORFTEXT000029785541&oldAction=rechExpTexteJorf https://www.legifrance.gouv.fr/jo_pdf.do?id=JORFTEXT000029405481&oldAction=rechExpTexteJorf, https://www.legifrance.gouv.fr/jo_pdf.do?id=JORFTEXT000029785541&oldAction=rechExpTexteJorf Verificați valoarea |url= (ajutor) Lipsește sau este vid: |title= (ajutor)